# Allegro (biblioteka)
Allegro – otwarta i wieloplatformowa biblioteka do tworzenia gier 2D oraz 3D. Projekt został założony w 1996 przez Shawna Hargreavesa, który po pewnym czasie udostępnił źródła biblioteki wszystkim zainteresowanym. Początkowo biblioteka była rozpowszechniana na licencji gift-ware, jednak od wersji 5.0 jest udostępniana na licencji zlib.

## Możliwości
Biblioteka zawiera (między innymi) funkcje do obsługi:
- grafiki – oparta na obiektach typu BITMAP. Ekran również jest takim obiektem. Możliwe jest wczytanie do takiego obiektu obrazków w formatach BMP, PCX, TGA i LBM (dzięki wtyczkom można korzystać również z innych formatów, np. PNG).
- grafiki 3D – tylko rendering programowy (Allegro nie jest przeznaczona do pisania gier 3D).
- animacji – możliwe jest odtwarzanie plików FLI.
- dźwięku – obsługiwane są formaty WAV, VOC oraz MIDI. Możliwe jest również nagrywanie.
- myszy – można odczytywać zarówno jej pozycję, jak i przyspieszenie (dzięki funkcji 'get_mouse_mickeys').
- klawiatury – dostępne jest w zasadzie wszystko, czego potrzeba do obsługi klawiatury.
- dżojstika – biblioteka nie narzuca liczby dostępnych drążków, ani liczby ich osi i przycisków – można więc korzystać z kilku naraz.
- timerów – pozwalają one uniezależnić szybkość gry od szybkości komputera, na którym jest uruchamiana.
- unicode – biblioteka obsługuje, oprócz ASCII, system unicode – 8 (UTF8) i 16 bitowy. Pozwala to na obsługę tekstów w wielu językach.
- plików konfiguracyjnych – w formacie INI. Można zapisać konfigurację w domyślnym pliku 'allegro.cfg' lub we własnym.
- plików skompresowanych – stosowany jest algorytm oparty na LZSS. Dodatkowo możemy zabezpieczyć plik hasłem.
- plików z danymi – tworzonymi przez specjalny program grabber.

Biblioteka obsługuje tryby graficzne o głębi koloru 8 (z paletą), 15, 16 lub 24 bity. Tryby o mniejszej głębi koloru (16 i 4 kolorowe oraz monochromatyczne) nie są obsługiwane. Głębia 32 bitów dostępna jest tylko dla bitmap i umożliwia zastosowanie przezroczystości z użyciem kanału alfa.

## Gry korzystające z Allegro
- Gusanos
- Icy Tower
- Liquid War
- M.U.G.E.N
- Open Sonic
- Sonic Action